# Being There (película)
 Being there (titulada Bienvenido Mr. Chance en España, Un jardinero con suerte en México y Desde el jardín en Hispanoamérica) es una película estadounidense estrenada en 1979, dirigida por Hal Ashby y protagonizada por Peter Sellers. La película se basa en una novela del escritor polaco-estadounidense Jerzy Kosiński, publicada en 1971.
Esta fue la penúltima película en la que participó el actor británico Peter Sellers antes de su muerte en 1980. El rodaje es relatado en The Life and Death of Peter Sellers, una película biográfica sobre este actor estrenada en 2004. En 2015, la película fue considerada «cultural, histórica y estéticamente significativa» por la Biblioteca del Congreso de Estados Unidos y seleccionada para su preservación en el National Film Registry.

## Argumento
Chance, de mediana edad, sencillo, vive en la casa de un anciano adinerado en Washington D. C.. Ha pasado toda su vida cuidando el jardín y nunca ha salido de la propiedad. Aparte de la jardinería, su conocimiento se deriva enteramente de lo que ve en la televisión. Cuando su benefactor muere, Chance ingenuamente le dice a los abogados que no tiene derecho a reclamar el patrimonio, por lo que se le ordena mudarse.
Chance vaga sin rumbo, descubriendo el mundo exterior por primera vez. Al pasar por una tienda de televisión, se ve capturado por una cámara en el escaparate. Extasiado, se aleja de la acera descuidadamente y es atropellado por un auto con chofer que es propiedad del anciano magnate de negocios Ben Rand. En el auto está la esposa, mucho más joven de Rand, Eve, quien oye "Chance, el jardinero" en respuesta a la pregunta de quién es él, y entiende como "Chauncey Gardiner".
Eva lleva a Chance a su casa para recuperarse. Lleva ropa cara a medida de los años veinte y treinta, que su benefactor le había permitido quedarse del ático, y sus modales son anticuados y corteses. Cuando Ben Rand se encuentra con él, toma "Chauncey" por un hombre de negocios de clase alta y alto nivel educativo que ha pasado por momentos difíciles. Rand lo admira, encontrándolo directo, sabio y perspicaz.
"Chauncey" conoce al presidente de los Estados Unidos, que es amigo de Rand. En una discusión sobre economía, Chance toma su ejemplo de las palabras "estimular el crecimiento" y habla sobre los cambios en las estaciones del jardín. El presidente interpreta erróneamente esto como un consejo político optimista y cita a “Chauncey Gardiner” en un discurso. Chance adquiere entonces prominencia nacional, asiste a cenas importantes, desarrolla una estrecha relación con el embajador soviético y aparece en un programa de entrevistas televisivo durante el cual sus consejos detallados sobre lo que debe hacer un jardinero serio se malinterpretan como su opinión sobre cuál sería su política presidencial .
Aunque ahora se ha elevado a la cima de la sociedad de Washington, el Servicio Secreto y otras 16 agencias no pueden encontrar información de antecedentes sobre él. Durante este tiempo, el médico de Rand, el Dr. Allenby, sospecha cada vez más que Chance no es un experto e inteligente político y que el misterio de su identidad puede tener una explicación más mundana y considera decírselo a Rand, pero mantiene su silencio al darse cuenta de lo feliz que está haciéndolo en sus últimos días.
El moribundo Rand anima a Eva a acercarse a "Chauncey". Ella ya se siente atraída por él y hace un avance sexual. Chance no tiene interés ni conocimiento sobre el sexo, pero imita una escena de besos de la película de 1968 The Thomas Crown Affair, que aparece en la televisión. Cuando la escena termina, Chauncey se detiene de repente y Eve acaba confundida. Ella le pregunta qué le gusta, es decir, sexualmente; Él responde: "Me gusta ver", es decir, la televisión. Ella se desconcierta momentáneamente, pero está dispuesta a masturbarse por su placer voyerista, por lo que no se da cuenta de que se ha vuelto a la TV y está imitando un ejercicio de yoga en un canal diferente.
Chance está presente en la muerte de Rand y muestra su sincera tristeza por su muerte. Interrogado por el Dr. Allenby, admite que "ama mucho a Eva" y también que solo es un jardinero. Cuando se va para informar a Eva de la muerte de Ben, Allenby se dice a sí mismo: "Entiendo", pero la interpretación de eso se deja al espectador.
Mientras el presidente pronuncia un discurso en el funeral de Rand, los portadores del féretro, todos ellos hombres muy poderosos, sostienen una conversación susurrada sobre posibles reemplazos para el presidente en el próximo mandato y acuerdan por unanimidad que Chauncey Gardiner debe ser el sucesor. Ignorando todo esto, Chance se aleja por la finca de Rand. Endereza un pino aplastado por una rama caída, luego camina por la superficie de un lago. Hace una pausa, hunde su paraguas profundamente en el agua bajo sus pies (confirmando al espectador que no es sólo una capa de agua en el suelo), luego continúa, mientras se escucha al presidente que cita a Rand: "La vida es un estado de mente."

## Reparto
- Peter Sellers, Chance, alias Chauncey Gardiner
- Shirley MacLaine, Eve Rand
- Melvyn Douglas, Benjamin «Ben» Turnbull Rand
- Jack Warden, presidente de Estados Unidos
- Richard A. Dysart, doctor Robert Allenby
- Richard Basehart, Vladimir Skrapirov
- Ruth Attaway, Louise
- David Clennon, fiscal Thomas Franklin
- Fran Brill, Sally Hayes
- Denise DuBarry, Johanna Franklin
- Oteil Burbridge, Lolo
- Ravenell Keller III, Abraz
- Brian Corrigan, policía
- Alfredine Brown, mujer
- Donald Jacob, chófer
- Sam Weisman, maquillador de televisión
- Arthur Rosenberg, Morton Hull, productor de Burns Show
- Jerome Hellman, Gary Burns
- James Noble, Kaufman, consejero del Presidente
- Richard McKenzie, Ron Stiegler
- Gwen Humble, invitada a la televisión

## Premios y distinciones

### Premios
- 1980. Óscar al mejor actor de reparto para Melvyn Douglas
- 1980. Globo de Oro al mejor actor - Comedia o musical para Peter Sellers
- 1980. Globo de Oro al mejor actor de reparto para Melvyn Douglas
- 1981. Anexo:BAFTA al mejor guion original para Jerzy Kosiński

### Nominaciones
- 1980. Palma de Oro
- 1980. Óscar al mejor actor para Peter Sellers
- 1980. Globo de Oro a la mejor película - Comedia o musical
- 1980. Globo de Oro al mejor director para Hal Ashby
- 1980. Globo de Oro a la mejor actriz - Comedia o musical para Shirley MacLaine
- 1981. Globo de Oro al mejor guion per Jerzy Kosiński
- 1981. BAFTA a la mejor película
- 1981. BAFTA al mejor actor para Peter Sellers
- 1981. BAFTA a la mejor actriz para Shirley MacLaine